# Cureșnița Nouă, Soroca
Cureșnița Nouă este un sat din cadrul comunei Șolcani din raionul Soroca, Republica Moldova.

## Demografie

### Structura etnică
Structura etnică a satului conform recensământului populației din 2004:
| Grup etnic         | Populație | % Procentaj |
| ------------------ | --------- | ----------- |
| Moldoveni / Români | 338       | 99,12%      |
| Ucraineni          | 2         | 0,59%       |
| Alții              | 1         | 0,29%       |
| Total              | 341       | 100%        |